# Olympiadane
L'olympiadane est une molécule organique composée de cinq macrocycles enchaînés comme les anneaux olympiques. C'est donc un pentacaténane ou un [5]caténane. Il a été synthétisé par James F. Stoddart et ses collaborateurs en 1994. Cette molécule a été conçue comme un défi à l'esprit et n'a aucune utilité pratique, bien que d'autres caténanes peuvent trouver des applications dans la construction d'un ordinateur moléculaire.